# Hortobágy-Berettyó
Hortobágy-Berettyó ist ein überwiegend künstlicher Wasserlauf, der zum Großteil aus dem Fluss Hortobágy gebildet wird und ungefähr sieben Kilometer südlich der Stadt  Mezőtúr in den Fluss Körös mündet. Er hat eine Gesamtlänge von 167,3 Kilometern.

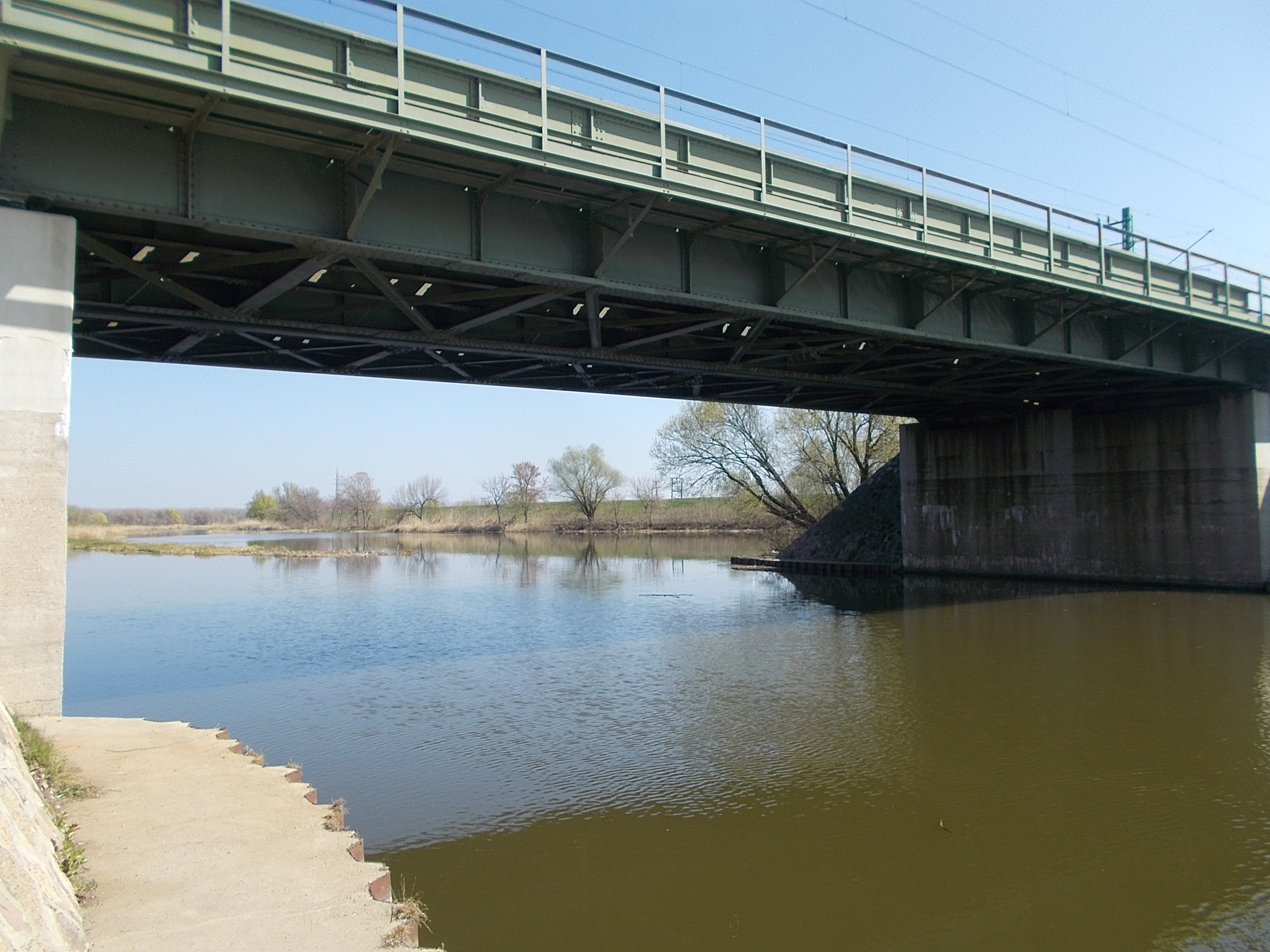
Eisenbahnbrücke über Hortobágy-Berettyó
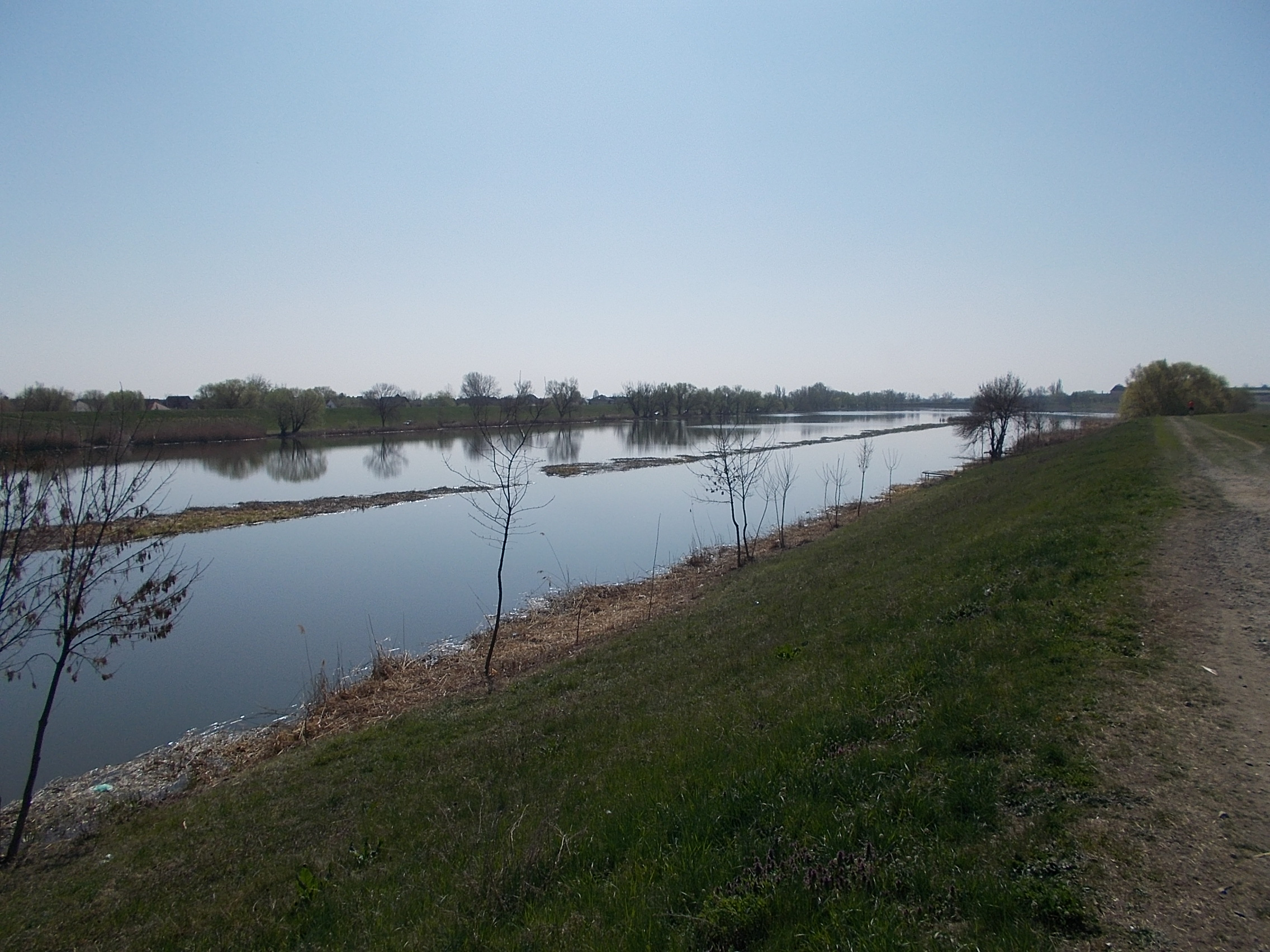
Hortobágy-Berettyó, beim Stadtteil Kétgátközikert von Mezőtúr